# 木暮洋
木暮 洋（こぐれ ひろし、1960年8月8日 - ）は、日本のアマチュア野球選手。

## 経歴
桐生市立相生中学校時代は目立つ選手ではなく、群馬県立桐生高等学校入学後も野球を続けることにためらいがあるほどであった。
特に同期だった阿久沢毅は県大会優勝投手であり、誰も木暮に期待をする者はいなかったという。
しかし、関口信行監督の合理的な指導と1927年夏に桐生中学（現桐生高等学校）を初めて甲子園に導いた大先輩・阿部精一の技術的な指導とによって着実に力をつけ、エースに成長。
2年生の夏は県ベスト8に留まるものの、秋大会で県優勝を果たし関東大会出場。関東でもベスト4まで勝ち進み12年ぶりの甲子園出場を果たす。
春の選抜では初戦の豊見城高校戦で初回に1失点してから、続く岐阜高校戦、郡山高校戦を零封。26イニング連続無失点の記録を打ち立てた。準決勝で、優勝した浜松商業に敗れるものの、ベスト4入り。「西の津田（津田恒美）、東の木暮」と評された。
夏の甲子園も出場を果たし、優勝候補の一角に上げられ、初戦の膳所高等学校には18-0で快勝するも、続く県立岐阜商業戦で終盤に失点し0-3で敗退する。
当時は、ピンクレディーの「サウスポー」が流行していて、そのイメージでマスコミに取り上げられ、甲子園のアイドルとして女子学生に絶大な人気があった。
卒業後は、1年の浪人を経て早稲田大学教育学部に進学。硬式野球部に在籍し、東京六大学野球リーグで通算36試合登板し17勝10敗、防御率2.32、121奪三振。1981年秋は防御率1位（1.45）、1982年秋にはチーム最多の5勝を挙げチームのリーグ優勝に貢献した（このとき、大学創立100周年であり、その記念の年に花を添えた）。蹴球部の関塚隆（同じく1浪入学）、競走部の坂口泰は学部の同期生であった。川野太郎は野球部で同期。
大学卒業後は社会人東芝に進むも、肩の怪我が癒えずに4年で野球を離れる。
現在は東芝三菱電機産業システムに勤務。野球とは縁のない生活をしている。

## 特集記事
高校野球　忘れじのヒーロー（ベースボール・マガジン社　平成17年9月15日発行）